# Ipimorpha manitobae
Ipimorpha manitobae là một loài bướm đêm trong họ Noctuidae.